# 빙설 (얼음혀)

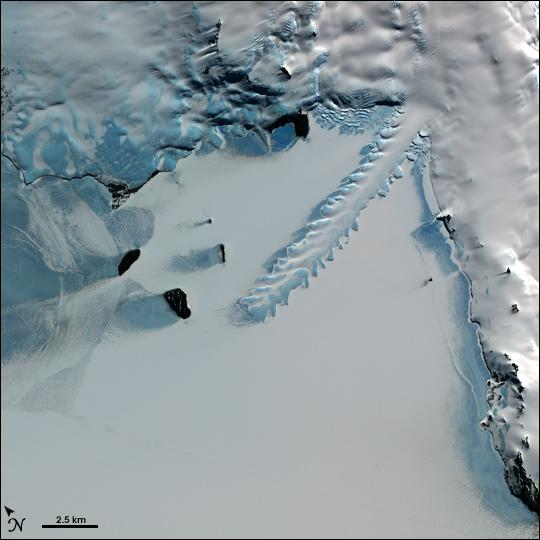
남극의 로스섬 에레부스산 해발 3,800m의 에레부스 빙하에서 떨어져 나온 에레부스 빙설

빙설(氷舌) 또는 얼음혀(Ice tongue)은 해안선에서 돌출된 길고 좁은 얼음판이다. 얼음혀는 계곡의 빙하가 주변의 얼음에 비해 매우 빠르게 바다나 호수로 이동할 때 형성된다. 그들은 기지에서 물이 얼거나 그 위에 떨어지는 눈으로 질량을 얻을 수 있다. 그런 다음 분리 빙하 또는 용융에 의해 질량이 손실된다. 얼음 혀의 길이는 0.5km에서 69km까지 다양하다. 빙산은 얼음 혀가 주요 빙하에서 부분적, 또는 전체적으로 떨어져 나갈 때 종종 형성된다. 얼음 혀의 두 가지 예로는 에레부스 빙설과 드리갈스키 빙설이 있다.